# 亞美尼亞歐洲黨
亞美尼亞歐洲黨（亞美尼亞語：Հայաստանի եվրոպական կուսակցություն）是亞美尼亞的一個親歐洲主義政黨。亞美尼亞歐洲黨由電影製作人蒂格蘭·赫茲馬良於2018年11月6日成立。

## 歷史
亞美尼亞歐洲黨成立大會於2018年11月6日在亞美尼亞首都葉里溫舉行。蒂格蘭·赫茲馬良被黨員推舉為該黨之黨主席。
該黨隨後發布了其章程和宣言，並於2018年11月13日在亞美尼亞司法部完成註冊。目前，亞美尼亞歐洲黨作為國民議會外之反對黨而存在。
2021年，亞美尼亞歐洲黨獨立參加2021年亞美尼亞議會選舉。選後，該黨獲得了0.19%的選票，未能在國民議會中獲得任何席位。  
2022年1月14日，亞美尼亞歐洲黨宣佈在美國加利福尼亞州洛杉磯開設其第一個海外辦事處。
2022年5月16日，亞美尼亞歐洲黨宣佈在比利時布魯塞爾開設辦事處。 
2023年3月，亞美尼亞歐洲黨在亞美尼亞第二大城市久姆里開設了辦事處。
2023年4月3日，亞美尼亞歐洲黨與國際泛歐聯盟簽署戰略合作協議。

## 意識形態
亞美尼亞歐洲黨有強烈的親歐觀點，支持亞美尼亞融入歐洲。 該黨並支持亞美尼亞與喬治亞、烏克蘭、波羅的海國家和伊朗發展更密切的關係。